# Église Saint-Philippe de Marseille
Pour les articles homonymes, voir Église Saint-Philippe.
L'église Saint-Philippe est une église située au 121, rue Sylvabelle, dans le 6e arrondissement de Marseille.

## Historique
Une première église est érigée suivant les plans de M. Dupoux et inaugurée le 1er mai 1869 par Mgr Charles-Philippe Place à laquelle il donne son nom. Cet édifice est agrandi et modifié d'après les plans de l'abbé Joseph Guillaume Pougnet, architecte. L'accroissement de la population du quartier nécessite la construction d'une nouvelle église dont l'étude sera réalisée par Théophile Dupoux. La pose de la première pierre a lieu le 6 mai 1894 et l'église est inaugurée le 2 février 1898.

## Extérieur
La façade du bâtiment, surmontée d'une croix, possède un fronton à arcature aveugle et une rosace polylobée. L'église de style romano-byzantin mesure 40 m de longueur sur 12 m de largeur avec une hauteur de voute de 18 m.

## Intérieur
En entrant à gauche de la nef en se dirigeant vers le chœur, on trouve successivement :
- un bas relief de la fin du XVe siècle représentant Notre-Dame de la Consolation ;
- un panneau de bois peint également du XVe siècle représentant le calvaire avec au centre le Christ entouré de deux anges portant les instruments de la passion ;
- une statue de Jeanne d'Arc sur le bûcher par Real del Sarte et une statue de Bernadette Soubirous par Serraz ;
- dans le transept, une statue du Sacré-Cœur par Louis Botinelly et un tableau du XIXe siècle représentant le Christ bon pasteur.

En entrant à droite on trouve: 
- une statue du curé d'Ars ;
- une statue de sainte Thérèse de l'enfant Jésus ;
- une statue de saint Joseph avec l'enfant Jésus.

Dans le transept à droite sont placés une statue de saint Philippe et un tableau du XVIe siècle représentant la crucifixion avec la Vierge.
Dans le chœur, le maître-autel en marbre polychrome et une statue de Notre-Dame de Lourdes sont surmontés d'un ciborium.
À gauche on découvre un tableau de Jean-Frédéric Canepa représentant le Christ crucifié d'un aspect saisissant et à droite un tableau de Dominique Antoine Magaud représentant une Vierge à l'enfant Jésus.

### Liens externes

Intérieur de l'église
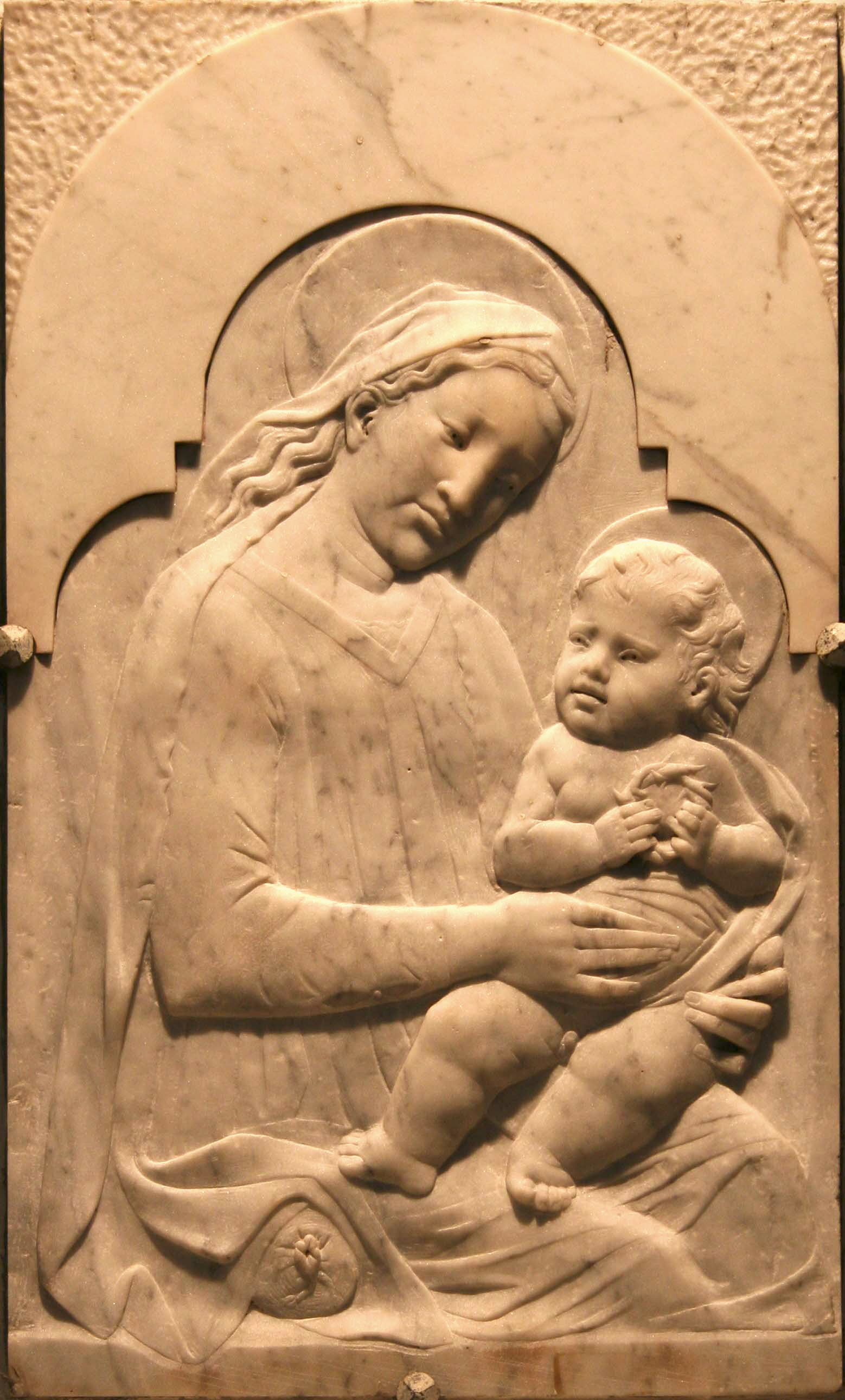
Vierge à l'enfant Bas-relief
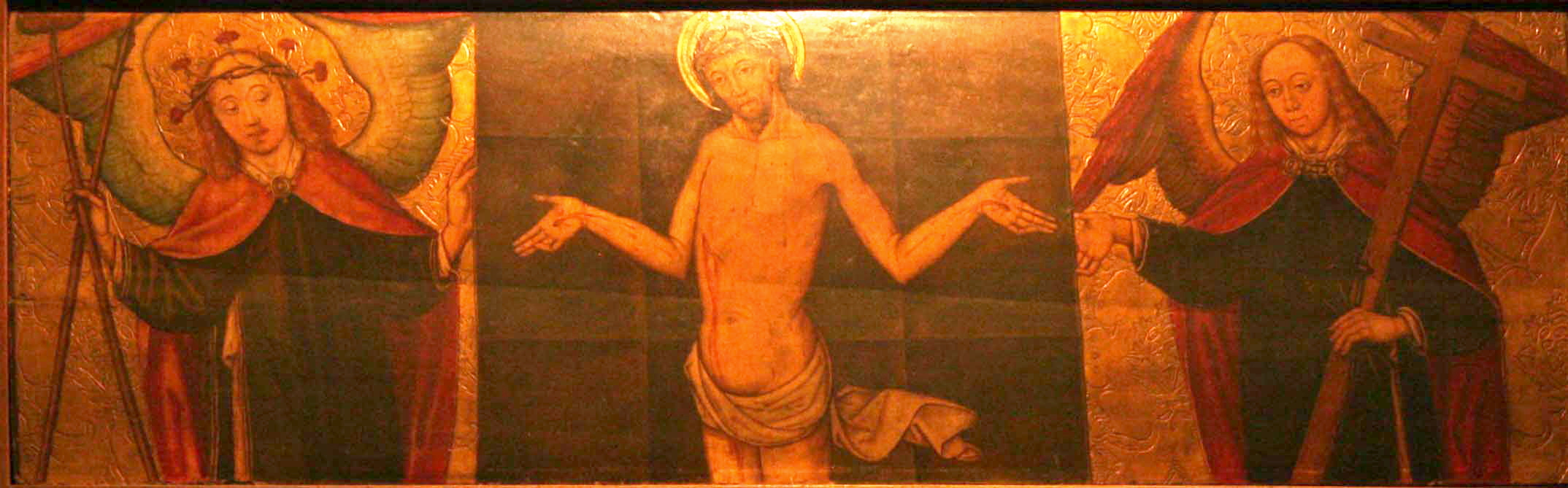
Bois peint du XVe siècle Christ entouré de deux anges.
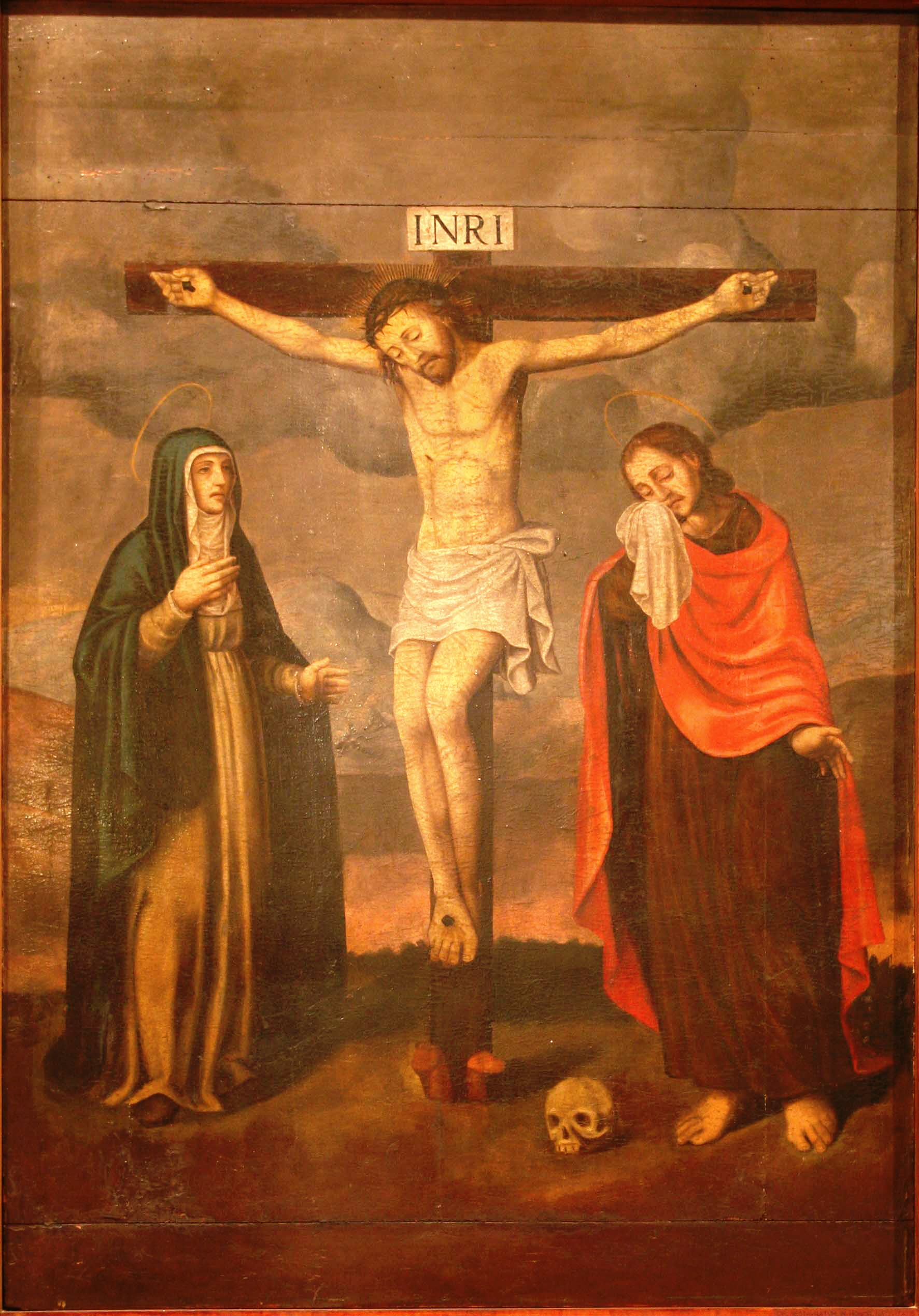
Tableau du XVIe siècle La crucifixion et la Vierge.
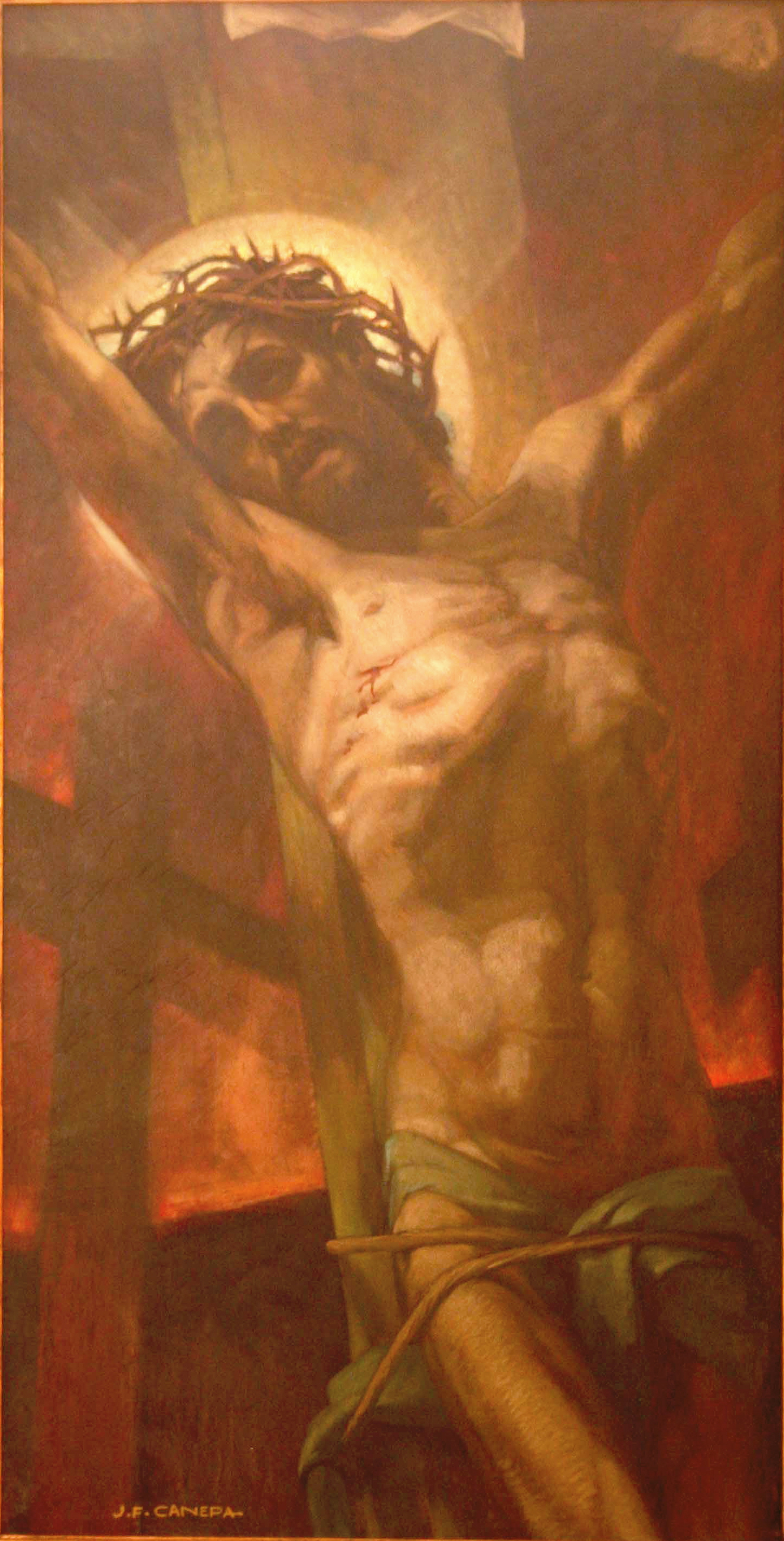
Le Christ crucifié par J.F. Canepa
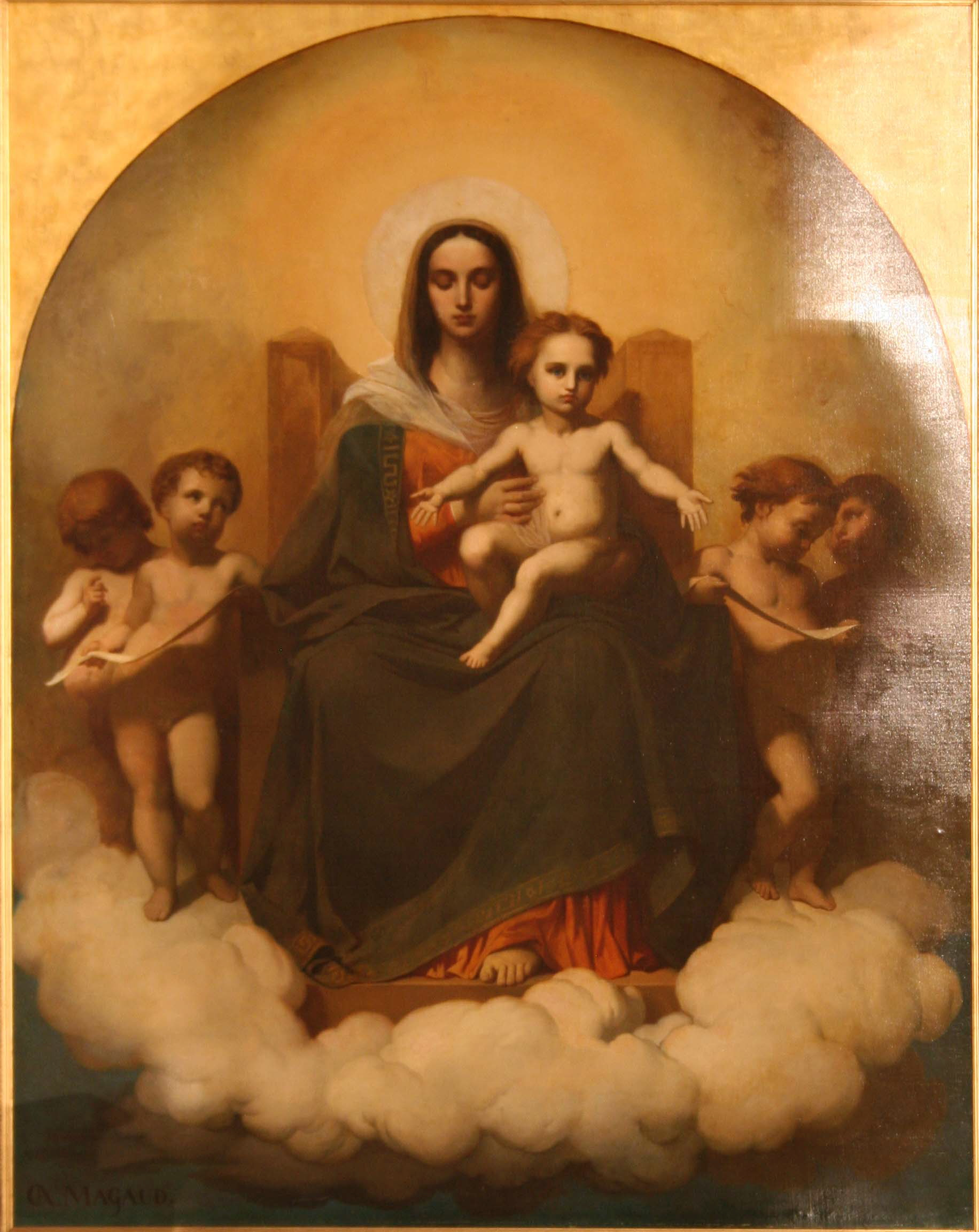
La Vierge à l'enfant Dominique Magaud